# Tiandeng
Tiandeng  (chino simplificado: 天等; pinyin: Tiānděng; Zhuang: Dindaengh) es un condado bajo la administración  de la ciudad-prefectura de Chongzuo, en la región autónoma Zhuang de Guangxi, República Popular China. Limita al norte con Tiandong, al sur con Daxin y Ningming, al oeste con Jingxi y al este con  Long'an y Pingguo. 
Su área es de 2,159 km². Se encuentra a una altitud de 200 m sobre el nivel del mar. 

## Demografía
Según estimaciones de 2010, contaba con 429.200 habitantes. Los datos del séptimo censo de población, de noviembre de 2020, indicaron que la población permanente del condado de Tianzhi era de 280.473 personas.
El 98.81% de la población pertenece al grupo étnico de los zhuang. Se trata, así pues, de una de las mayores concentraciones de población zhuang.

## Energías renovables
En 2023 se inauguró una granja solar fotovoltaica con una capacidad de 256 MW, operada por China Energy Construction. La fase 1 del Parque eólico de Niutouling (Longming) entró en operación en 2019 (50 MW), mientras que está planeado que en la fase 2 duplique su capacidad.